# Pterocarpus marsupium
Espèce
Classification APG III (2009)
Statut de conservation UICN

 NT  : Quasi menacé

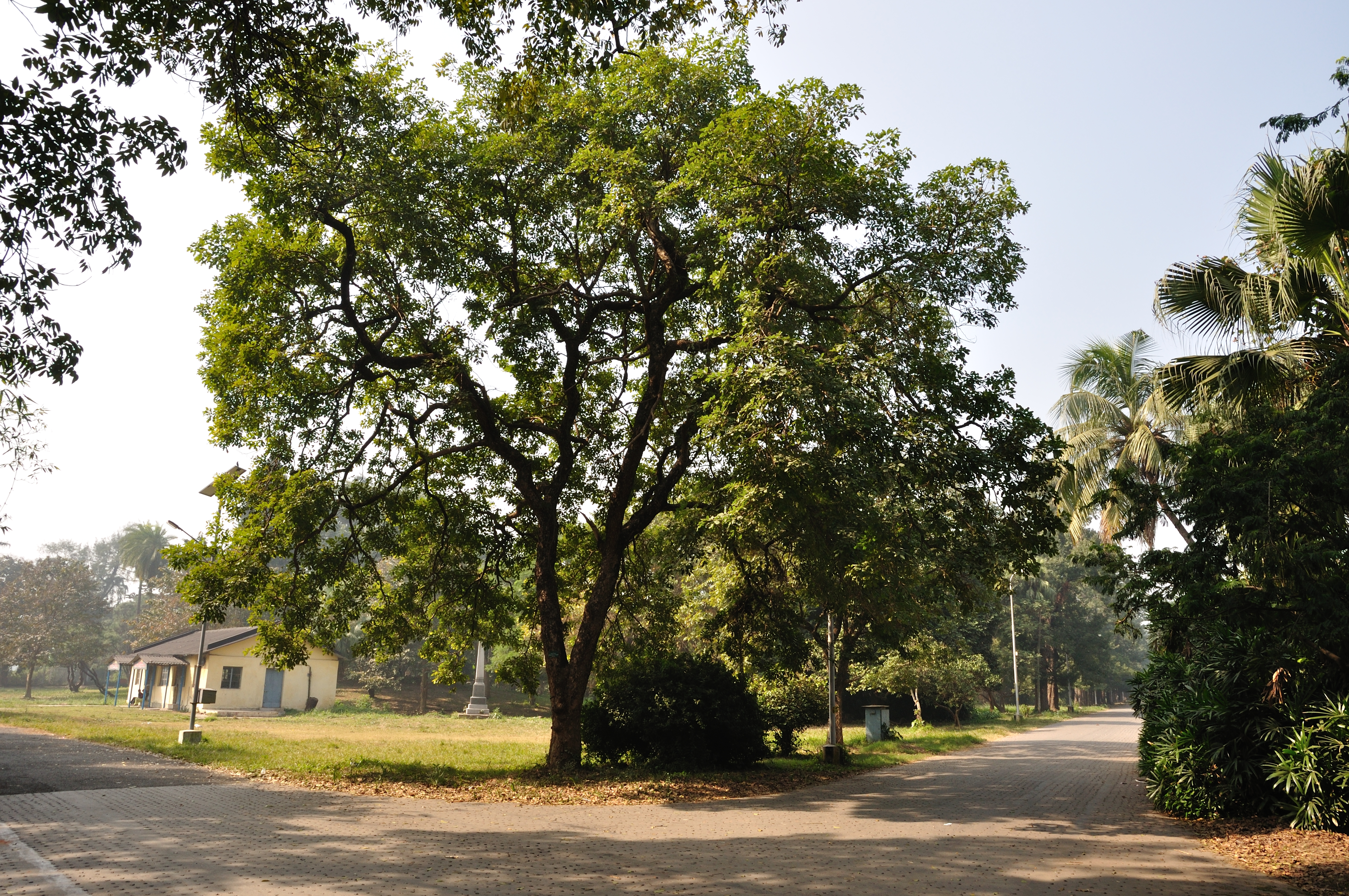
Pterocarpus marsupium.

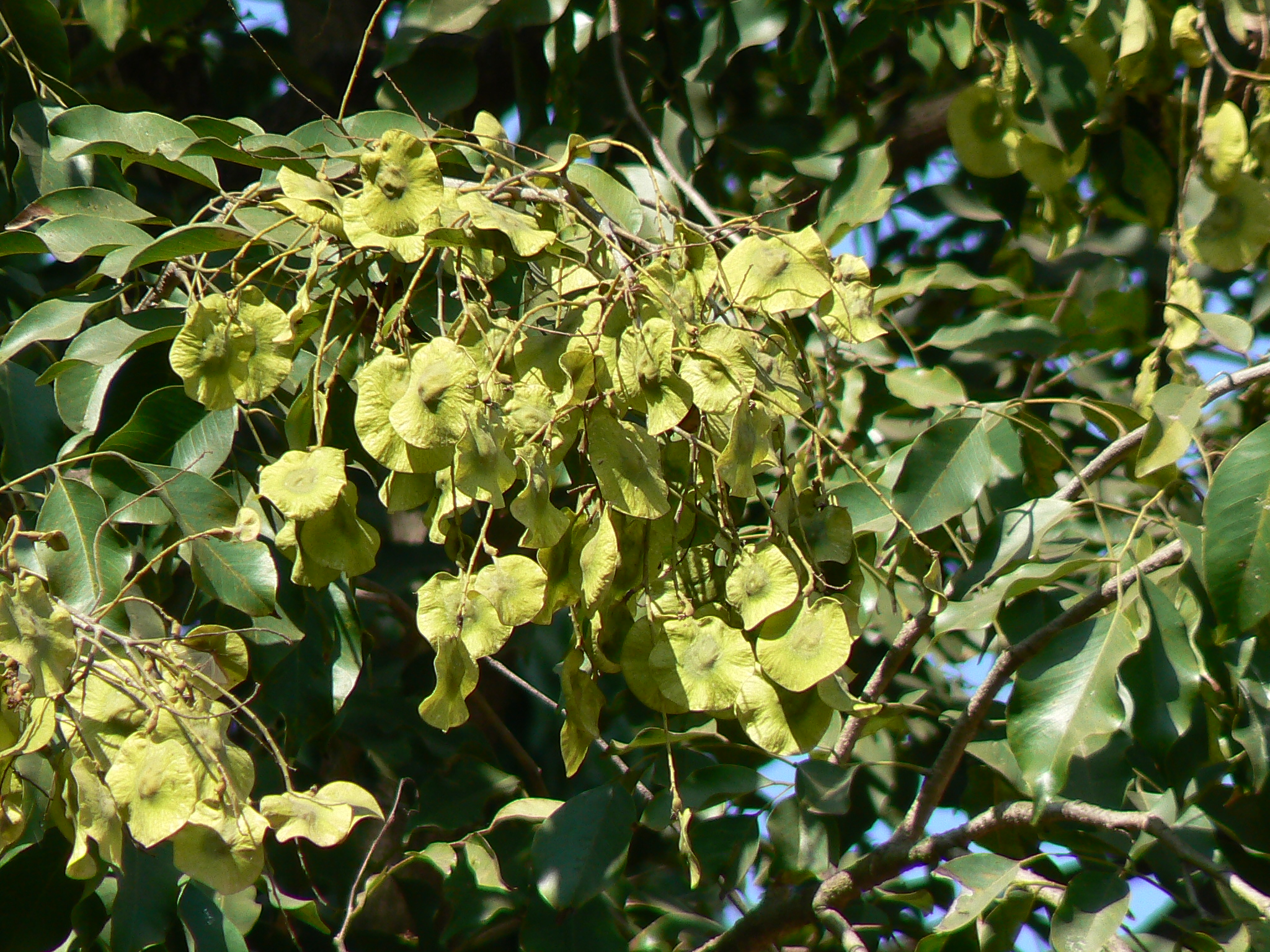
Fruits.

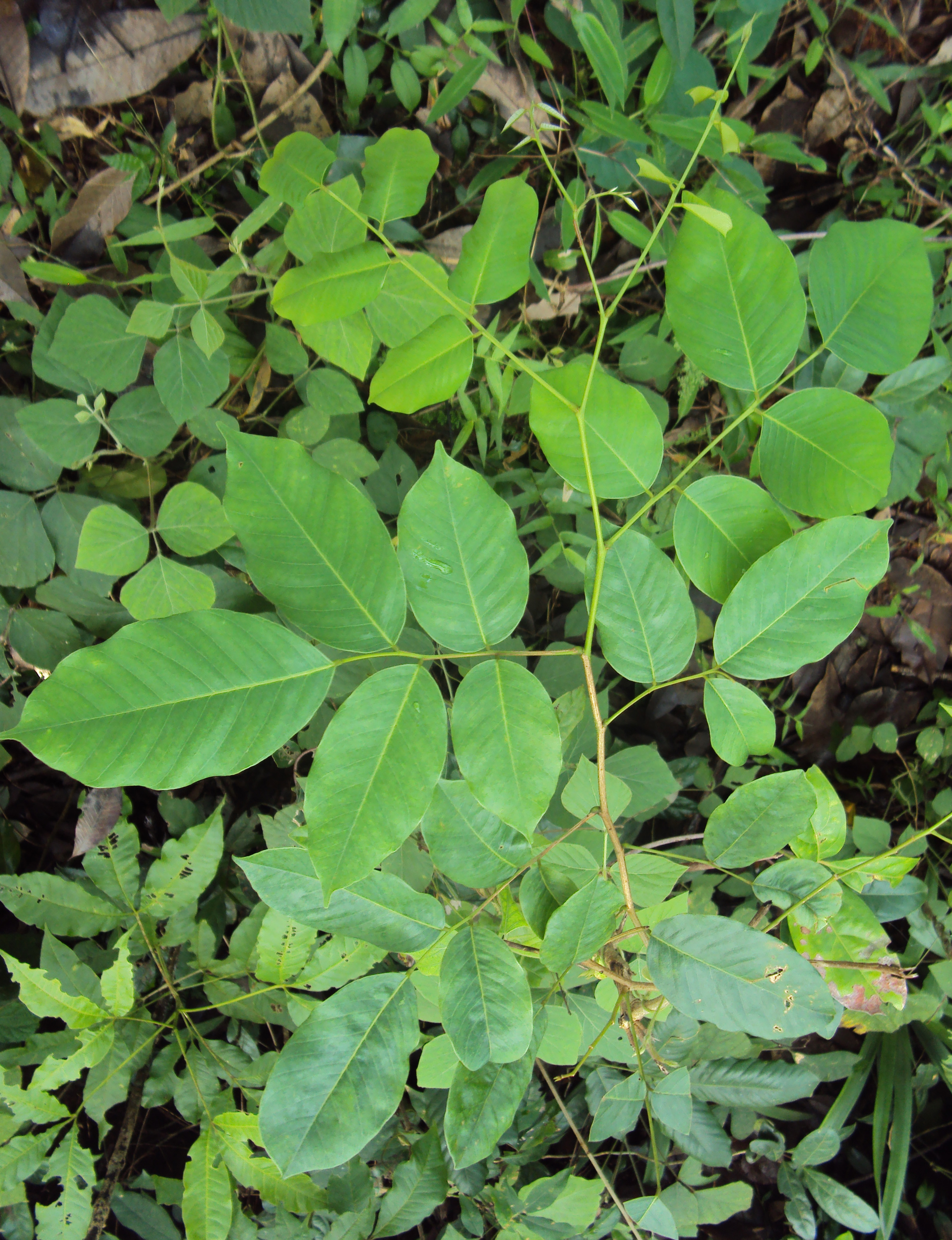
Feuilles imparipennées.

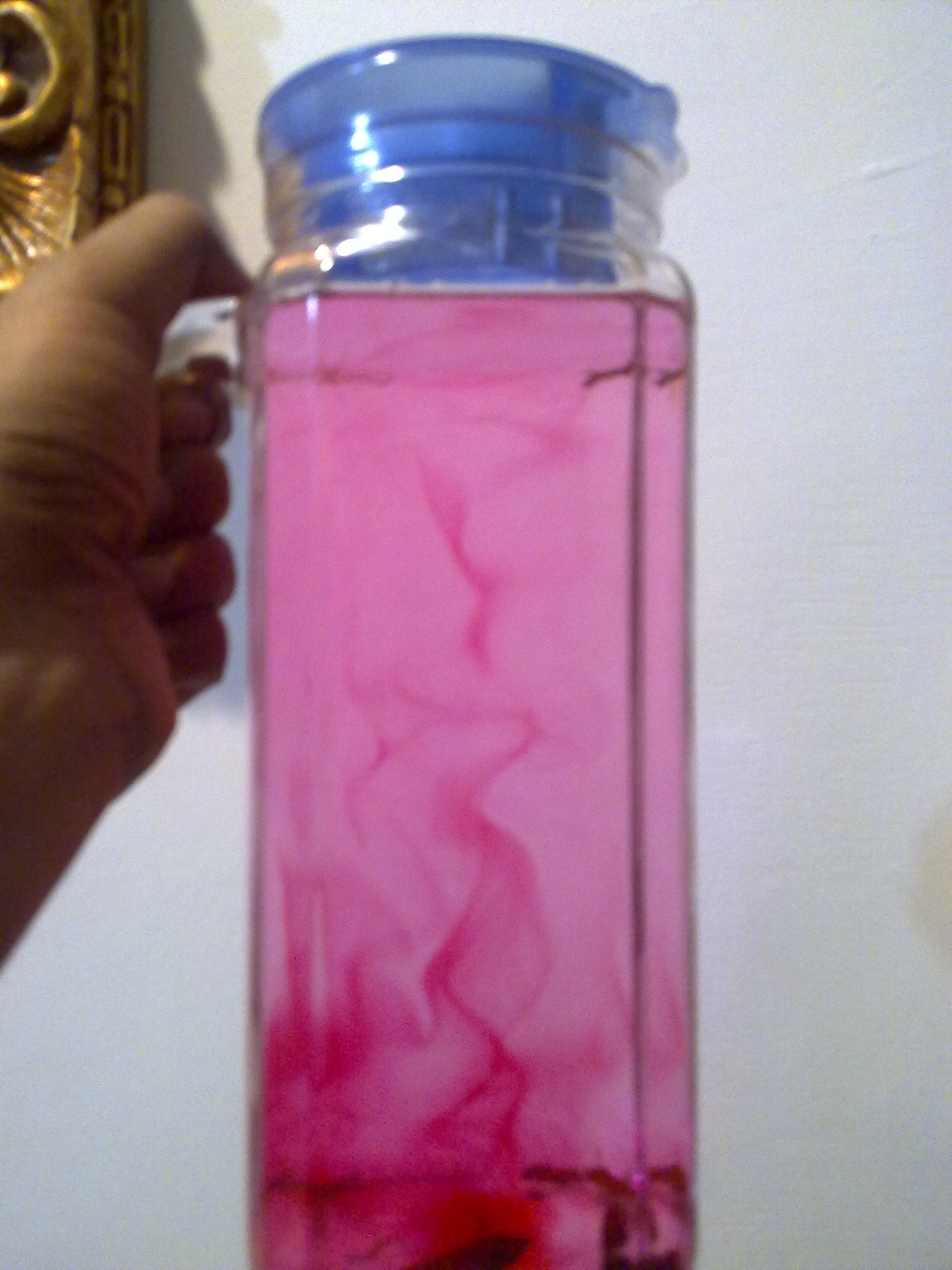
Kino mélangé à de l'eau chaude.

Pterocarpus marsupium, ou Kino de Malabar, est une espèce de plantes à fleurs de la famille des Fabacées. C'est un arbre originaire du Sri Lanka, d'Inde et du Népal.
La gomme rouge obtenue par incision du tronc est utilisée dans la pharmacopées indienne ayurvédique pour le traitement du diabète. Elle fut introduite dans la pharmacopée européenne à partir du début du XIXe siècle sous le nom de kino. Ses propriétés astringentes étaient utilisées.
Son nom en hindi est bijasal et, en anglais, Indian kino.

## Étymologie
Le nom de genre Pterocarpus dérive du grec πτερον pteron « plume d'aile », καρπος karpos « fruit » en raison de ses fruits ailés.
L'épithète spécifique dérive du latin marsupium « bourse », issu du grec μαρσιπιον.
La première description botanique est de William Roxburgh
en 1799.

## Synonymes
Selon The Plant List, les synonymes les mieux établis sont :
- Lingoum marsupium (Roxb.) Kuntze

- Pterocarpus bilobus G.Don

## Description
Pterocarpus marsupium est un grand arbre à feuilles caduques, pouvant atteindre 33 m de haut.
Les feuilles sont imparipennées, à 5 ou 7 folioles elliptiques, alternes, à l'apex arrondi, émarginé ou mucroné (de 3,5-12.5 x 2-7 cm). La face inférieure est glauque.
L'inflorescence en panicule porte des fleurs jaunes (jusqu'à 1,2 cm de long), à corolle papilionacée, avec 10 étamines regroupées en 2 faisceaux.
La floraison se déroule en avril-juin.
Le fruit est une gousse suborbiculaire, plate, indéhiscente, contenant généralement une seule graine.
La fructification se situe en août-octobre.

## Distribution
Pterocarpus marsupium croît en Inde, Népal, Sri Lanka.
C'est un arbre des régions basses tropicales où il y a une saison sèche marquée, avec une pluviométrie annuelle de 1 000-1 500 mm.
L'espèce est en déclin au Sri Lanka, en raison de son exploitation intensive pour son bois, son écorce médicinale et son latex.
Selon la liste rouge de l'UICN, l'espèce a un statut vulnérable (VU), en particulier au Sri Lanka.

## Utilisations

### Menuiserie
L'espèce fournit un excellent bois ayant une valeur commerciale tant au niveau national qu'international. Il est jaunâtre brun orangé.
Il sert pour la menuiserie, l'ébénisterie et pour la fabrication de bateaux..
Il est souvent planté en Inde pour son bois et pour fournir de l'ombre dans les plantations de caféiers.

### Médicinale
Le Kino indien a une utilisation multiforme dans la pharmacopée indienne traditionnelle. Il appartient au groupe Rasayana en médecine ayurvédique.
De toute incision faite à l'écorce s'écoule un exsudat rouge, d'odeur plutôt désagréable. Il durcit après une exposition à l'air de quelques heures.
En médecine ayurvédique, il est traditionnellement utilisé pour le traitement du diabète. L'épicatéchine serait responsable de l'effet hypoglyciémant.
L'exsudat rouge du Pterocarpus marsupium fut importé en Europe à partir du début du XIXe siècle où il fut commercialisé en pharmacologie traditionnelle sous le nom de kino ou gomme kino. Il fut d'abord importé de la région du Malabar, d'où il a tiré son nom de kino de Malabar.
La gomme kino était utilisée comme astringent. Elle se présentait sous forme de poudre dont on faisait un sirop et une teinture alcoolique. Elle s'employait pour les mêmes indications que le tanin et la ratania, sans avoir la même activité.
La gomme kino tirée de l'écorce est riche en tanins non glucosides : acide kinotannique, kinonin, kino-red, pyrocatéchine.